# Ajuchitlán del Progreso
Ajuchitlán del Progreso là một đô thị thuộc bang Guerrero, México. Năm 2005, dân số của đô thị này là 37475 người.